# Почкаев, Иван Николаевич
Иван Николаевич Почкаев (1922 — 1997) — советский военный деятель, организатор тренажёрной подготовки космонавтов, кандидат технических наук, генерал-майор авиации. Лауреат Государственной премии СССР (1987).

## Биография
Родился 23 ноября 1925 года в селе Закладное, Сибирского края.
С 1944 года призван в ряды РККА и направлен для обучения в Ленинградское артиллерийско-техническое училище. С 1944 года после окончания училища был участником Великой Отечественной войны в составе действующей армии. С 1945 по 1949 год служил в частях ЗабВО в должности командира автовзвода.
С 1949 по 1955 год обучался в Военно-воздушной инженерной академии имени Н. Е. Жуковского, который окончил с отличием. С 1955 по 1969 год на научно-исследовательской работе в ГКНИИ ВВС в должностях: помощник ведущего инженера и ведущий инженер, руководитель отделения и отдела, был участником создания и ввода в эксплуатацию радиоэлектронного оборудования для авиационной техники.
С 1969 по 1987 год на научно-исследовательской работе в Центре подготовки космонавтов имени Ю. А. Гагарина в должностях: начальник отдела, заместитель начальника и руководитель управления, И. Н. Почкаев внёс весомый вклад в развитие космического тренажеростроения развивая как аналоговые так и цифровые тренажёры, под его руководством разрабатывались специализированные и комплексные тренажёры для советских многоместных транспортных пилотируемых космических кораблей «Союз» и его аналогов, и также для серии пилотируемых орбитальных научных станций, осуществлявших полёты в околоземном космическом пространстве с космонавтами и в автоматическом режиме «Салют» и «Мир».
В 1970 году И. Н. Почкаев защитил диссертацию на соискание учёной степени кандидат технических наук, в 1973 году приказом ВАК СССР ему было присвоено учёное звание старший научный сотрудник. И. Н. Почкаев является автором более ста научных работ, в том числе десяти авторских свидетельств на изобретения. Бы одним из авторов (совместно с космонавтом Г. Т. Береговым) «Космической академии» (М. : Машиностроение, 1987).
В 1987 году Постановлением ЦК КПСС и СМ СССР «За высокий научно-технический уровень созданных космических тренажеров, их роль в подготовке космонавтов» И. Н. Почкаев был удостоен Государственной премии СССР а области науки и техники.
Последние десять лет жизни занимался истории России, книги по истории писал соавторстве с историком Иваном Алексеевичем Заичкиным.
Скончался 27 марта 1997 года в Москве, похоронен он на кладбище деревни Леониха, Щёлковского района Московской области.

## Награды
- Орден Отечественной войны I степени (11.03.1985)
- Орден Красной Звезды
- Орден «За службу Родине в Вооруженных Силах СССР» III степени
- Медали ВДНХ: золотая и две серебряные[1]

### Премии
- Государственная премия СССР (1987 — «За высокий научно-технический уровень созданных космических тренажеров, их роль в подготовке космонавтов»)[4]

## Сочинения
- Заичкин И. А., Почкаев И. Н. Русская история от Екатерины Великой до Александра II / Науч. ред. профессор А. А. Преображенский. — М.: Мысль, 1994. — 765 с.
- Заичкин И. А., Почкаев И. Н. Екатерининские орлы. — М. : Мысль, 1996. — 350, [1] с. : ил. — ISBN 5-244-00280-X